# 去特若尸逐就単于
去特若尸逐就単于（きょとくじゃくしちくしゅうぜんう、拼音：Qùtèruòshīzhújiùchányú, ? - 140年）は、中国後漢時代の南匈奴の単于。湖邪尸逐侯鞮単于の子。去特若尸逐就単于というのは称号で、姓は虚連題氏、名は休利という。

## 生涯
永建3年（128年）、兄の烏稽侯尸逐鞮単于が薨去し、休利が去特若尸逐就単于として即位した。
永建5年（140年）、南匈奴左部の句龍王吾斯・車紐らが叛いて西河郡を侵略し、右賢王を誘って美稷県を包囲し、朔方郡・代郡の長史を殺した。度遼将軍の馬続は、使匈奴中郎将の梁並・護烏桓校尉の王元とともに、国境部隊および烏桓・鮮卑・羌胡計2万余人を動員し、これを撃破したが、またすぐに吾斯らは屯聚し、城邑を攻め落とした。漢の順帝は、使者をやって単于を詰問した。南単于の休利はこの反乱に関与していなかったので、すぐに帽子を脱ぎ、梁並のところに行って謝罪した。その後、梁並が病気になったので、代わりに五原太守の陳亀が使匈奴中郎将となると、陳亀はさらに単于を責め立てた。それにより単于休利は弟の左賢王とともに自殺してしまった。
この後しばらく正式な単于が立たなくなる。

## 参考資料
- 『後漢書』（南匈奴伝）